# Carvalho das Sete Irmãs

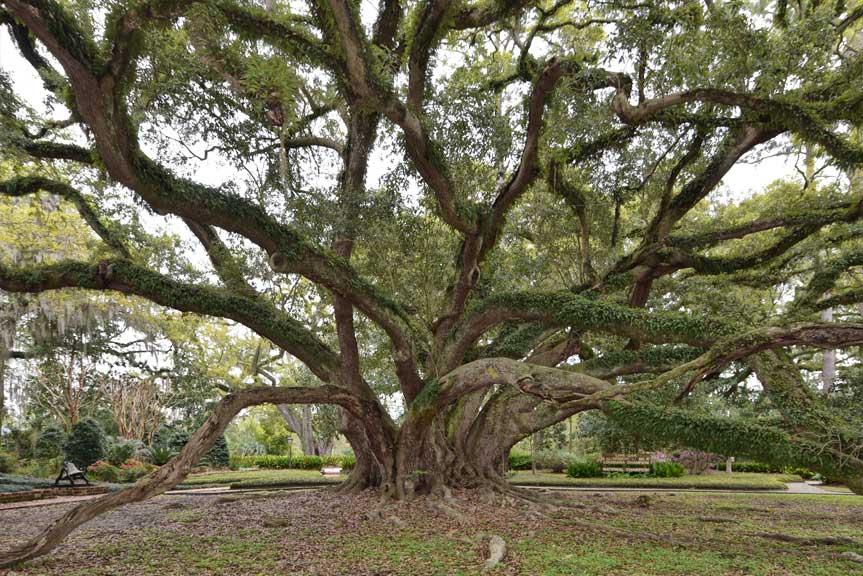
Seven Sisters Oak, presidente da Live Oak Society e ex-campeão nacional de grandes árvores, categoria Quercus virginiana

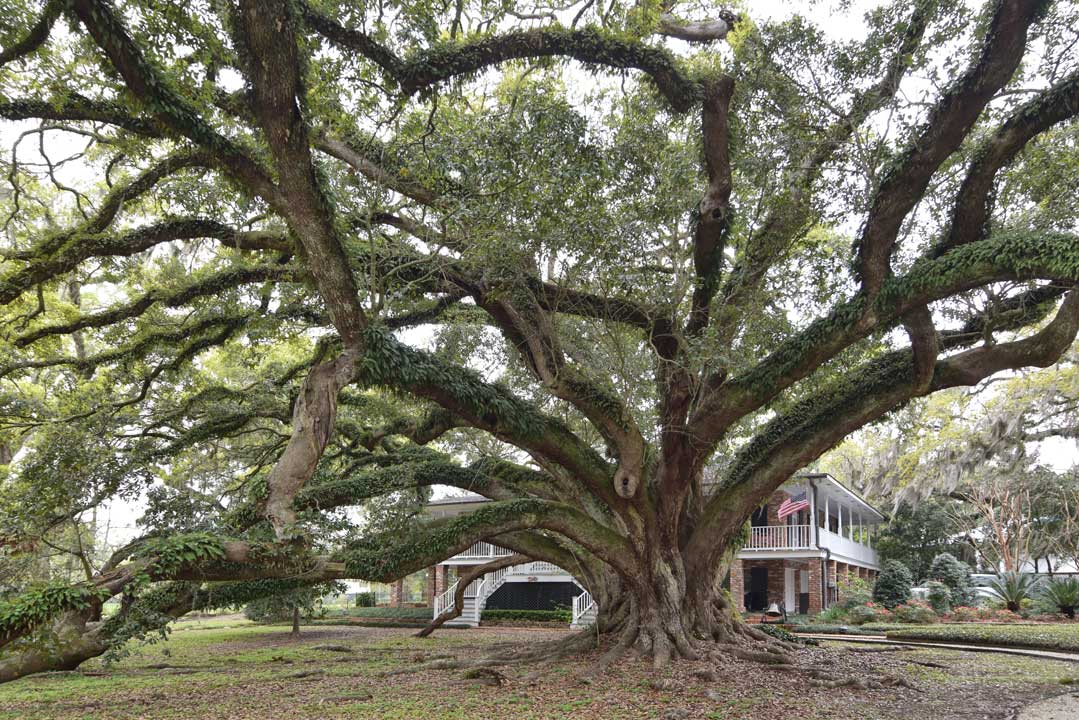
Seven Sisters Oak, vista do lado leste da árvore em direção à casa dos atuais proprietários.

Carvalho das Sete Irmãs (em inglês: Seven Sisters Oak), localizado em Mandeville, Louisiana, é um carvalho vivo notavelmente grande do sul da Louisiana. A árvore foi originalmente registrada na Live Oak Society como "Sete Irmãs do Doby" (nº 200) porque a família Doby possuía a propriedade onde a árvore estava localizada e a Sra. Doby era uma das sete irmãs. A árvore foi renomeada como "Seven Sisters Oak" e registrada novamente na Live Oak Society como membro número 697. Seven Sisters Oak é o atual presidente da Live Oak Society, um status atribuído a ele por ser o maior carvalho vivo registrado pela sociedade. Embora houvesse alguma controvérsia sobre se o carvalho era uma ou várias árvores que cresceram juntas, uma inspeção realizada por profissionais florestais em 1976 determinou que a árvore se desenvolvia a partir de um único sistema radicular. 
Em 2016, o carvalho teve um perímetro de 12,08 m (medido a 0,5 m de altura). Naquela época, a altura total da árvore era de 17,4 m. Em 2018, sua extensão de membros excedeu 153 pés. A idade do Carvalho das Sete Irmãs foi estimada entre 500 e 1.000 anos.  